# Головков Герасим Семенович
Гера́сим Семе́нович Головков (нар. 4 (16) березня 1863, Одеса, Херсонська губернія, Російська імперія — пом. 3 листопада 1909, Берлін) — український художник часів Російської імперії. Зараховують до молодшого покоління одеських живописців, що входили в Товариство південноруських художників майже з моменту його утворення 1893 року.

## Життєпис
Народився в міщанській родині, котра проживала поблизу Молдаванки — вулиця Михайлівська. Протягом 1881—1883 років навчався в Одеській рисувальній школі — вчителями були Антон Бауер, Луїджі Іоріні та Франц Моранді; випускник Петербурзької академії мистецтв — 1887, педагог Петро Клодт; в часі навчання за роботи 1886 року отримав малу та 1887 — велику срібні медалі. Підробляє випадковими замовленнями, на 6-му курсі через важкий матеріальний стан змушено повертається до Одеси. Диплом про закінчення навчання та право викладати в середніх навчальних закладах отримав аж через 7 років.
1888 року брав участь в виставці Московського товариства любителів мистецтв.
Жив і працював в Одесі. Роботи знаходяться в різних музеях України та світу — в Одеському художньому музеї, Національному музеї України в Києві, Вінницькому обласному художньому музеї.
Працював в спілці з такими майстрами, як Киріак Костанді, Геннадій Ладиженський та Тит Дворніков. Товаришував з Олександром Нілусом, В'ячеславом Коренєвим-Новоросійським, Олександром Турцевичем; в Південноросійському товаристві йому покровительствував Микола Кузнецов.
1892 року в Одесі бере участь у виставці картин і етюдів на допомогу постраждалим від неврожаю.
Протягом 1893—1894 років здійснює поїздки на пленер до Криму — Судак, Ялта, та на Кавказ — Батумі.
З Коренєвим-Новоросійським та Д. І. Кротковим (Раутенштейном) співпрацював у Вінниці, де проживав в 1895—1900 роках, куди останній повернувся з Далекого Сходу та працював в місцевому реальному училищі. Разом з Вацлавом Нааке давав приватні уроки Володимиру Крихацькому.
1900 року їздив до Європи, взяв участь в роботі «Осіннього салону» у Парижі.
Його внесок помітний у розвитку українського пейзажу кінця XIX — початку XX століття.
Експонувався та мав значний успіх на міжнародних виставках в Мюнхені та Парижі — в Мюнхені 1909 року отримав золоту медаль.
Дослідники його творчості відзначають, що на роботи 1900—1905 років мали значний вплив норвезький художник Фрітц Таулов, німецький [[Вальтер Лейстhttps://de.wikipedia.org/wiki/Walter [Архівовано 21 січня 2022 у Wayback Machine.] Leistikowіков|Вальтер Лейстіков]] та французький Шарль Котте.
Член Московської спілки поціновувачів мистецтва, 1907 — міжнародного союзу художників та літераторів. Малював дружні шаржі на «літературних четвергах» у Євгена Буковецького.
Весною 1908 року унього була виявлена саркома — рак горла (звернувся до лікаря Р. Я. Ансельма).
У 1909 році гроші на поїздку до Берліна та операцію виділили Панкеєви, проте за п'ять днів до операції пухлина майже повністю перекриває горло. Художник помер під час операції. 18 листопада відбулася траурна церемонія прощання.
Був похований на Першому Християнському цвинтарі. 1937 року комуністичною владою цвинтар було зруйновано. На його місці був відкритий «Парк Ілліча» з розважальними атракціонами, а частина була передана місцевому зоопарку. Нині достеменно відомо лише про деякі перепоховання зі Старого цвинтаря, а дані про перепоховання Головкова відсутні.

## Праці
- «Сосновий ліс», 1880-і,
- «Морозний день. На санях», 1890-і,
- «Осінній пейзаж», 1900-і,
- «Гонка яхт», 1902, 1905 — дві картини,
- «На ялику» — 1900—1905,
- «Купання біля берегів Ланжерону» 1906—1909 (в колекції Катерини Петрококіно),
- «Рання весна» — 1906—1909,
- «Дубки», 1906—1909,
- «Весна»,
- «Біля ставу».

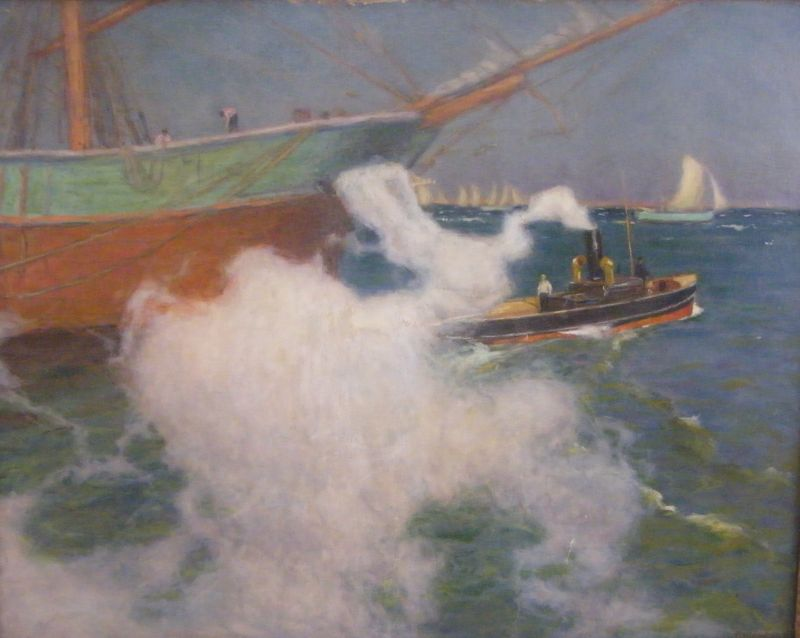
В одеському порті
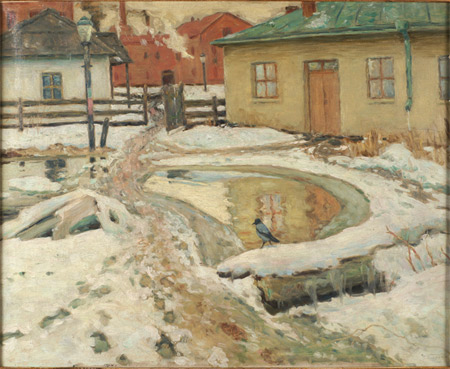
Двір
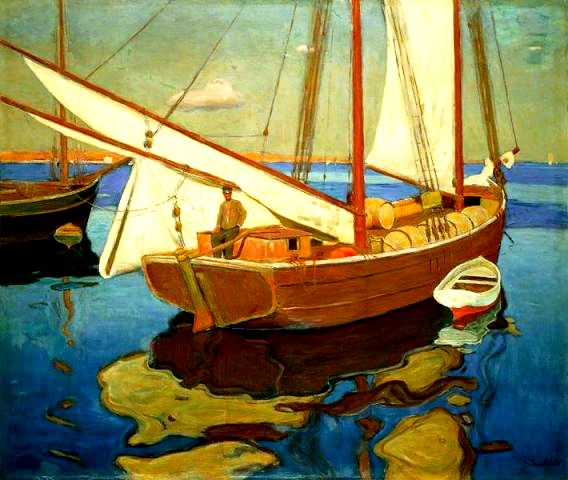
Дубки, Одеський національний художній музей
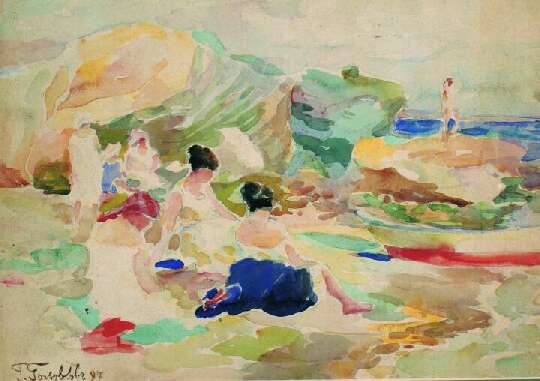
Пляж
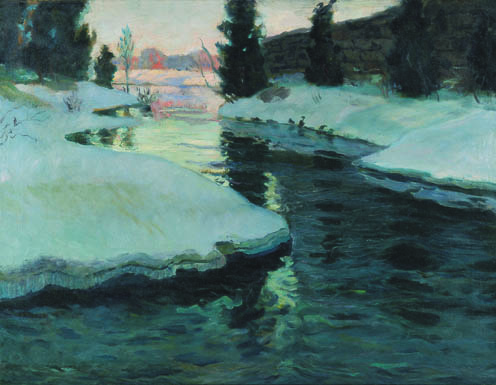
Відлига
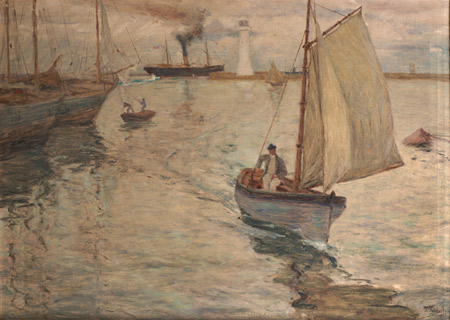
На яхті
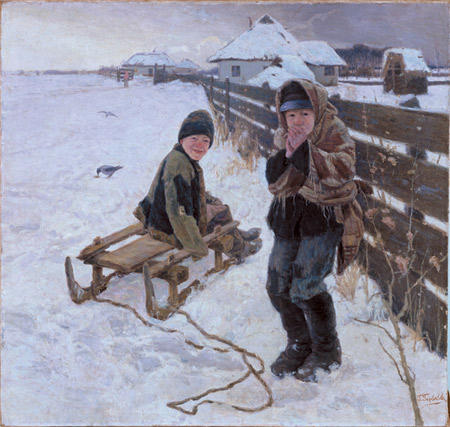
Морозний день. На санчатах
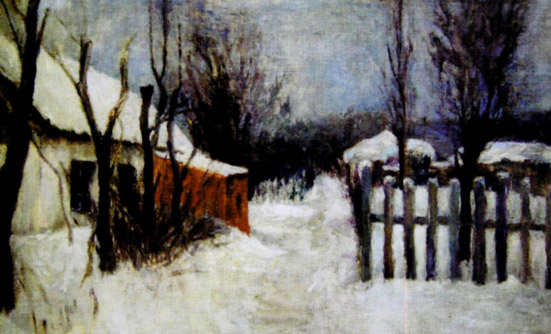
Зимовий пейзаж